# Aimee Graham
Aimee Lynn Graham (Milwaukee, 20 september 1971) is een Amerikaanse actrice, filmproducente, filmregisseuse en scenarioschrijfster.

## Biografie
Graham werd geboren in Milwaukee als dochter van een gepensioneerde FBI agent en een lerares/auteur, en is zus van actrice Heather. Zij doorliep de high school aan de Agoura High School in Agoura Hills.

## Filmografie

### Films
Uitgezonderd korte films.
- 2022 The Allnighter - als passagier Hunter
- 2019 The Untold Story - als Bethany
- 2008 Japan – als Polly
- 2005 Fellowship of the Dice – Elizabeth
- 2004 Until the Night – als meisje op strand
- 2003 Alien Hunter – als Shelly Klein
- 2002 Nightstalker – als Mercedes vrouw
- 2002 Ronnie – als Kelly
- 2002 Bark! – als Rebecca
- 2001 Robbie's Brother – als Elizabeth Monroe
- 2000 Shriek If You Know What I Did Last Friday the Thirteenth – als Screw
- 2000 Rave – als Mary Griffith
- 2000 100 Girls – als Ms. Stern
- 2000 Timecode – als Sikh verpleegster
- 2000 Dropping Out – als Alicia
- 1999 Brokedown Palace – als Beth Ann Gardener
- 1997 Jackie Brown – als Amy
- 1997 Perdita Durango – als Estelle
- 1996 From Dusk Till Dawn – als blonde gijzelaar
- 1994 Don't Do It – als meisje
- 1994 Reform School Girl – als Donna Patterson
- 1993 Amos & Andrew – als Stacy

### Televisieseries
Uitgezonderd eenmalige gastrollen.
- 2005-2006 CSI: Crime Scene Investigation – als Kelly Gordon – 3 afl.

### Filmproducente
- 2022 The Allnighter - film
- 2015 Customer Service - korte film
- 2013 Command Z – korte film
- 2013 Retention – korte film
- 2012 Mayfly – korte film
- 2011 The Master Media Cleanse – korte film

### Filmregisseuse/Scenarioschrijfster
- 2022 The Allnighter - film
- 2015 Customer Service - korte film
- 2013 Command Z – korte film
- 2012 Mayfly – korte film
- 2011 The Master Media Cleanse – korte film

- Library of Congress Control Number: no2009193870
- Virtual International Authority File: 103535676
- WorldCat: E39PBJwhxjWqqJQKFGQWKr7JXd